# Lusi Najt
Lusi Najt iz izmišljeni lik iz NBC-jeve televizijske serije Urgentni centar i tumačila ju je glumica Keli Martin. Lik je bio u seriji u 5. i 6. sezoni. Kad je uvedena u Urgentni centar, dr. Dag Ros ju je nazvao studentkinjom "po propisu". Snimak Keli Martin je uklonjen iz uvodne špice u 15. epizodi 6. sezone.

## Koncep i nastanak
Pre ove uloge u seriji Urgentni centar, nadimak Martinove je bio "Keli iz prve". Ona nije navikla na zdravstveni žargon koji je njen lik trebalo da kaže i rekla je da joj je jednom trebalo dvanaest puta da uspe da kaže "začepljenje bubrežne žile".

## Pojavljivanje

### Sezona 5
Tokom 5. sezone, ona je bila studentkinja treće godine fakulteta. Dr. Džon Karter joj je brzo dodeljen kao specijalizant dok je završavala stažiranje u urgentnom centru. Najtova i Karter su često menjali poštovan i takmičarski odnos.
Na početku svoje prakse u Opštoj bolnici, bila je prepoznatljiva među dežurnima i bolničarkama koji su se često ophodili prema njoj kao prema saradnici. Lusi je ipak imala nevolje sa bolničarkom Kerol Hatavej kad ju je zamolila za pomoć oko infuzije. Lusi nije mogla da je uvede pa se obratila Kerol za pomoć, a Karteru je priznala da ne zna da je uvede tek kad su bili u sali gde mu je priznala. Karter je bio besan na nju što ga je lagala i rekao joj da će je izbaciti trajno sa prakse ako se to ponovi, a odnos njih dvoje nije bio više isti. Lusi je ponovo upala u nevolje sa Karterom kad se proslava Noći veštica na njenom fakultetu razobuzdala, a dvoje studenata zamalo umrlo. Besan zbog toga što mu je ubacila posao u poslednji minut, Karter je ostavio Lusi kao glavnu na žurci, iako je to kao specijalizantu to bila njegova odgovornost. Karter je krivio Lusi što je izgubio položaj specijalizanta pa su se ponovo posvađali jer ju je Karter odbio na jednom slučaju iako je Lusino rasuđivanje bilo u pravu, a onda je Lusi iznela opasku na svoj LDP koju je Karter čuo, a u kojoj je opisano njegovo izuzetno ophođenje prema njoj. Karter i Lusi su se na kraju pomirili posle epizode "Dobra borba" kad su proveli dan i veče tražeći oca jedne devojčice koji ima istu izuzetno retku krvnu grupu kao i ona.
Iako su njih dvoje našli oca, devojčicino stanje je ostalo prelomno kad se priča završila i nije ostalo jasno da li ju je krv koja je stigla za davanje spasla. Na kraju epizode, Karter i Lusi su se pomirili zbog napora koje su uložili. Tokom te epizode, Lusi je otkrila Karteru da ju je majka odgajila i da nije upoznala oca.
Tokom epizode "Oluja (1. deo)", Lusi je slučajno zakačila Kartera dok je pravila snimak za bolesnika u rendgenskoj sobi pa je zbog toga on zaradio duboku posekotinu na glavi. Njih dvoje su se kasnije poljubili u sobi za rendgen, ali Karter je okončao vezu jer je neetički da studentkinja i njen profesor budu u romantičnoj vezi. Lusina praksa na psihijatriji je bila izuzetno dobra, a stariji lekari tamo su bili zadivljeni njenim uspešnim ishodima. Ovo je bio prvi put da je serija imala glavnog lika koji je tek počinjao rad u Urgentnom centru, ali je prikazano da mu ne ide dobro hitno zdravstvo već druga zdravstven polja (sličan, ali duži put je prikazan na početku 10. sezone za Nilu Rasgotru koja nije bila ravna lekarima Urgentnog centra, ali se vremenom pokazala kao divna hirurškinja).
Pred kraj 5. sezone, otkriveno je da Lusi pije Ritalin od srednje škole. Krater je urgirao da prestane i na kraju je prestala. Kad je njen rad u Opštoj počeo da trpi, Lusi je ponovo počela da pijia Ritalin i to nije rekla Karteru, a kad je on saznao i ukorio je zbog toga, ona mu je ladno rekla da ne očekuje ni da razume ni da briga jer "jasno je da nikad nisam dostigla tvoje očekivanja".

### Sezona 6
Lusina uloga u ranijim epizodama 6. sezone je bila manja i imala je samo manje radnje na primer kad je pomogla mladom umetniku koji je koristio kokain ili kad je naterala dr. Dejva Malučija da prizna svoju moguću grešku kad je koristio plamenik za koji se mislilo da je izazvao prasak u Urgentnom centru.
Lusi se sukobila sa bolničarkom Kerol Hatavej kad su obe htele jedan slobodan krevet za ambulantu za odvikavanje. Krevet je na kraju otišao bolesniku Hatavejeve što je stvorilo novo trenje između njih dve jer se bolesnik nije pojavio na lečenju. Lusi se takođe sukobila sa dr. Kleo Finč kad je ona potcenila Lusino rasuđivanje u vezi jednog mladića i njegove majke koji imaju teškoća sa pićem.
Lusi je na kraju uspela da dođe do samopouzdanja i pokaže prednost u epizodi "Kako je Finčova ukrala Božić" kad je bolesnica Valeri Pejdž došla u Urgentni centar zbog očajničke potrebe za presađivanjem srca. Lusi je radila na svoju ruku kako bi obezbedila Valeri postupak koji će joj spasiti život − čak je zbog toga i lupala dr. Robertu Romanu na vrata usred Badnje večeri. Iako je u početku bio besan na nju, Romano je pristao da uradi operaciju kad mu je Lusi očitala bukvicu o njegovom ponašanju prema bolesnici na samrti. Iako je dobila ukor od Romana, on je od tada počeo više da je poštuje.
Kasnije, u epizodi "Domino srce", Lusi se slomila kad je Valeri umrla zbog složenosti posle druge operacije. Zbog ovoga je razmotrila svoje vreme u Opštoj bolnici i podstaklo ju je da održi govor Luki Kovaču o tome da okrene drugi list rekavši: "Nikad mi nije bilo lako odkad sam ovde, a ponekad se osećam kao da se nikad neću uklopiti. Ali na početku svakog dana, zahvalna sam što hodam ovde svojom voljom, a ne da me nose na nekim nosilima, a na kraju svakog dana, ako sam pomogla i samo jednoj osobi, vredelo je. To se danas nije desilo i zbog toga sam tužna...". Kovač ju je podsetio da joj dan nije još gotov i da i dalje može da pomogne toj jednoj osobi. U tom trenutku, još jedan bolesnik je stigao kolima hitne pomoći pa ju je Kovač zamolio da mu pomogne. Epizoda se završila dok su njih dvoje žuriil sa bolesnikom u Urgentni centar, a Kovač nju učio postupcima i ispitivao je.

#### Smrt
U raznim izjavama, Keli Martin je rekla da su ona i producenti osetili da sa likom Lusi ne ide pa je odlučeno da Lusi bude trajno povučena iz serije. Martinova je takođe rekla da su se članovi njene porodice koji su se suočili sa ozbiljnim zdravstvenim tegobama poništili njeno zanimanje za rad na zdravstvenoj seriji. 14. februara 2000. godine, tokom epizoda "Budi i dalje u mom srcu (1. deo)" i "Sve je u porodici (2. deo)", čovek sa šizofrenijom Pol Sobriki (koga je tumačio Dejvid Krumholc) je primljen u Urgentni centar. Lusi je primatila njegove umne tegobe, ali Karter je odbio da joj pomogne oko slučaja pa ili nije obraćao pažnju na njene 100%-tačne poglede na Polovo stanje ili ih je otvoreno poklapao. Kad je ona potražila njegovu pomoć oko toga da na Psihijatriji pregledaju Pola, Karter joj je onda rekao da bi onda ona trebalo da ih pozove pa da pređe na druge slučajeve zbog čega je ona besno rekla: "Ma, zaboravi, Kartere!" i prestala da traži njegove savete u vezi slučaja. Tada su poslednji put razgovarali.
Dok je bio u sumanutom stanju, Pol je ukrao nož kojim je trebalo da se seče torta za Dan zaljubljenih i izboo Lusi nekoliko puta pa stao da sačeka Kartera. Kad je Karter ušao u sobu i video čestitku za Dan zaljubljenih za Lusi na podu, on ju je podigao i pogledao smeškajući se kad je Pol izašao iz senke i dvaput ga uboo pa pobegao. Kad je video svoje krvave prste, Karter je pao u potres i na pod i ostao iznenađen kad je video da Lusi leži u lokvi krvi sa druge strane kreveta. Obo je su se onesvestili.
Oboje ih kasnije pronašla dr. Keri Viver pa su odmah odvedeni u sale na ušivanje. Otkriveno je da je Lusi zadobila četiri ubodne rane u unutrašnjihe organe, pluća i vrat. Iako su Viverova i dr. Elizabet Kordej uspele da uravnoteže Lusi u Urgentnom centru, a Kordejeva i dr. Robert Romano kasnije uspeli da je zašiju, kasnije je došlo do složenosti, među njima i plućne embolije. Uprkos junačkim naporima dr. Kordej i Romana, Lusi je umrla dok je bila na kateteru i čekala Grinfildov prečišćavač.
Opelo za Lusi je održano u epizodi "Biti bolesnik", a iako nije prikazano, na njemu je bila samo Džing-Mej Čen koja je tamo otišla više kao izaslanica Urgentnog centra nego kao Lusina drugarica. Istog dana, Lusina majka Barbara je došla da isprazni njen ormarić. Na kraju je videla Kartera pa su proveli popodne u razgovoru, a gospođa Najt se setila kako je Lusi volela San Francisko, ali je otišla u Čikago kako bi studirala medicinu, a onda je zajecala zbo ćerkine smrti dok je Karter tiho i tužno gledao. Karter je kasnije razgovarao sa nekoliko likova i rekao da je Lusi bila bolja lekarka nego što joj je to on priznavao. Takođe je na kraju 6. sezone u epizodi "Upomoć" rekao da je za Lusinu smrt "delom on odgovoran".
U epizodi "Poklapanje napravljeno u raju", stiglo je pismo za Lusi sa Medicinskog fakulteta. U njemu je pisalo da je primljena u opštu bolnicu, a da je preživela, dobila bi mesto specijalizantkinje psihijatrije.